# Зайду Юссуф
Зайду Юссуф (фр. Zaydou Youssouf, нар. 11 липня 1999, Бордо) — французький футболіст коморського походження, півзахисник португальського клубу «Фамалікан».

## Ігрова кар'єра
Народився 11 липня 1999 року в місті Бордо. Вихованець футбольної школи клубу «Бордо», в якій навчався з 2009 року. 30 листопада 2016 року дебютував у складі першої команди в матчі Ліги 1 проти «Бастії» (1:1).
У сезоні 2018/19 дебютував у Лізі Європи, відзначившись першим голом на професіональному рівні — 26 липня 2018 забив єдиний гол у виїзному матчі класифікації проти «Вентспілса». Загалом провів за «Бордо» 29 матчів у всіх змаганнях.
5 липня 2019 перейшов до «Сент-Етьєна», підписавши чотирирічний контракт.

## Статистика виступів

### Статистика клубних виступів
| Сезон             | Команда           | Чемпіонат         | Чемпіонат | Чемпіонат | Національний кубок | Національний кубок | Національний кубок | Континентальні кубки | Континентальні кубки | Континентальні кубки | Інші змагання | Інші змагання | Інші змагання | Усього | Усього | Усього |
| Сезон             | Команда           | Ліга              | Ігор      | Голів     | Ліга               | Ігор               | Голів              | Ліга                 | Ігор                 | Голів                | Ліга          | Ігор          | Голів         | Ігор   | Голів  |        |
| ----------------- | ----------------- | ----------------- | --------- | --------- | ------------------ | ------------------ | ------------------ | -------------------- | -------------------- | -------------------- | ------------- | ------------- | ------------- | ------ | ------ | ------ |
| 2016–17           | «Бордо»           | Л1                | 2         | 0         | КФ+КЛ              | 0+1                | 0                  |                      | -                    | -                    |               | -             | -             | 3      | 0      |        |
| 2017–18           | «Бордо»           | Л1                | 6         | 0         | КФ+КЛ              | 0+1                | 0                  |                      | -                    | -                    |               | -             | -             | 7      | 0      |        |
| 2018–19           | «Бордо»           | Л1                | 11        | 0         | КФ+КЛ              | 0+0                | 0                  | ЛЄ                   | 8                    | 1                    |               | -             | -             | 19     | 1      |        |
| Усього за кар'єру | Усього за кар'єру | Усього за кар'єру | 19        | 0         |                    | 2                  | 0                  |                      | 8                    | 1                    |               | -             | -             | 29     | 1      |        |